# 청신여자중학교
청신여자중학교(靑信女子中學校)는 대한민국 충청남도 청양군 청양읍 벽천리에 있는 사립 중학교이다. 

## 학교 연혁
- 1954년 4월 1일 : 청양고등공민학교 개교
- 1966년 3월 5일 : 청신여자중학교 개교
- 1976년 8월 19일 : 호수돈학원과 재단통합
- 2023년 9월 1일 : 제13대 김상완 교장 취임
- 2024년 1월 4일 : 제56회 졸업식
- 2024년 3월 4일 : 제59회 입학식

## 참고 자료
- 청신여자중학교 - 한국교육학술정보원 학교알리미